# Caracas Libertador Simón Bolívar
Caracas Libertador Simón Bolívar (hiszp: Estación Caracas Libertador Simón Bolívar) – stacja kolejowa w Caracas, w Wenezueli. Znajduje się w południowej części miasta, zwanej La Rinconada. Obecnie służy jako jedyny punkt przyjazdu lub odjazdu pociągów do lub z Caracas. Tylko oddział wyjścia ze stacji określany jest jako Ezequiel Zamora I. Krótkie pociągi podmiejskie łączą miejscowości w dolinie Tuy Charallave dwie stacje, północna Generalísmo Francisco de Miranda (17 minut), na południu jedna Don Simón Rodriguez (21 minut) i Cúa jedna stacja, General Ezequiel Zamora (31 minut).
Osoby przybywające z doliny Tuy można łatwo przenieść z dworca kolejowego do stacji metra La Rinconada. Dworzec kolejowy i stacja metra zostały oddane do użytku w dniu 15 października 2006 roku.